# Луцій Гедій Руф Лолліан Авіт
Луцій Гедій Руф Лолліан Авіт (лат. Lucius Hedius Rufus Lollianus Avitus; ? —після 165) — державний діяч Римської імперії, ординарний консул 144 року.

## Життєпис
Походив зі стану вершників Гедіїв з Поленції (Лігурія). Мав родинні зв'язки з імператором Пертинаксом. Син Луція Гедія Руфа Лолліана Авіція, консула-суффекта 114 року.
Про молоді роки мало відомостей. У 144 році став консулом разом з Титом Статілієм Максимом. У 146—157 роках був куратором громадських робіт. У 157—159 роках як проконсул керував провінцією Африка. У 159—165 роках імператором Марком Аврелієм призначений імператорським легатом—пропретором у провінції Віфінія й Понт. До його обов'язків входила підготовка військ провінції до війни з Парфією. Подальша доля невідома.

## Родина
- Квінт Гедій Руф Лолліан Гентіан, консул-суффект 186 року